# Husson
Husson és un municipi francès situat al departament de la Manche i a la regió de Normandia. L'any 2007 tenia 233 habitants.

## Demografia

### Població
El 2007 la població de fet de Husson era de 233 persones. Hi havia 108 famílies de les quals 36 eren unipersonals (28 homes vivint sols i 8 dones vivint soles), 40 parelles sense fills, 20 parelles amb fills i 12 famílies monoparentals amb fills.
La població ha evolucionat segons el següent gràfic:
Habitants censats

### Habitatges
El 2007 hi havia 135 habitatges, 107 eren l'habitatge principal de la família, 14 eren segones residències i 15 estaven desocupats. Tots els 135 habitatges eren cases. Dels 107 habitatges principals, 91 estaven ocupats pels seus propietaris, 13 estaven llogats i ocupats pels llogaters i 3 estaven cedits a títol gratuït; 13 tenien dues cambres, 21 en tenien tres, 35 en tenien quatre i 38 en tenien cinc o més. 76 habitatges disposaven pel capbaix d'una plaça de pàrquing. A 63 habitatges hi havia un automòbil i a 39 n'hi havia dos o més.

### Piràmide de població
La piràmide de població per edats i sexe el 2009 era:
| Homes | Edats   | Dones |
| ----- | ------- | ----- |
| 0     | 95 o +  | 0     |
| 0     | 90 a 94 | 0     |
| 4     | 85 a 89 | 4     |
| 0     | 80 a 84 | 8     |
| 8     | 75 a 79 | 12    |
| 4     | 70 a 74 | 4     |
| 8     | 65 a 69 | 16    |
| 8     | 60 a 64 | 12    |
| 4     | 55 a 59 | 4     |
| 12    | 50 a 54 | 8     |
| 8     | 45 a 49 | 8     |
| 12    | 40 a 44 | 8     |
| 20    | 35 a 39 | 4     |
| 12    | 30 a 34 | 0     |
| 0     | 25 a 29 | 4     |
| 8     | 20 a 24 | 4     |
| 4     | 15 a 19 | 8     |
| 8     | 10 a 14 | 16    |
| 8     | 5 a 9   | 0     |
| 0     | 0 a 4   | 8     |

## Economia
El 2007 la població en edat de treballar era de 146 persones, 92 eren actives i 54 eren inactives. De les 92 persones actives 86 estaven ocupades (50 homes i 36 dones) i 6 estaven aturades (3 homes i 3 dones). De les 54 persones inactives 26 estaven jubilades, 17 estaven estudiant i 11 estaven classificades com a «altres inactius».

### Ingressos
El 2009 a Husson hi havia 106 unitats fiscals que integraven 247 persones, la mediana anual d'ingressos fiscals per persona era de 12.881 €.

### Activitats econòmiques
Dels 3 establiments que hi havia el 2007, 2 eren d'empreses de construcció i 1 d'una empresa immobiliària.
Dels 3 establiments de servei als particulars que hi havia el 2009, 1 era un paleta, 1 fusteria i 1 agència immobiliària.
L'any 2000 a Husson hi havia 54 explotacions agrícoles que ocupaven un total de 1.189 hectàrees.

## Poblacions més properes
El següent diagrama mostra les poblacions més properes.